# Clyde Football Club
Il Clyde Football Club, meglio noto come Clyde, è una società calcistica scozzese con sede nella città di Cumbernauld, nel North Lanarkshire, ma con un lungo passato come squadra di Glasgow e della vicina Rutherglen. Milita in Scottish League Two, la quarta divisione del campionato scozzese.
Nel suo palmarès ci sono 3 Scottish Cup, mentre a livello regionale la squadra ha vinto per 5 volte sia la Glasgow Cup che la defunta Glasgow Merchants Charity Cup.

## Storia
Fondato nel 1877, il nome del club deriva dall’omonimo fiume che attraversa Glasgow e sulla cui sponda sorgeva il Barrowfield Park, primo stadio di casa, nella zona sud-est della città.
Fin da subito il Clyde esordì in Scottish Cup, mentre il debutto in Scottish Football League avvenne nella stagione 1891-92, un anno dopo la fondazione del campionato di calcio scozzese. Nei primi anni navigò in bassa classifica, con alcune partecipazioni alla sottostante Division Two, che vinse nel 1905, senza tuttavia beneficiare della promozione che arrivò nella stagione successiva. Nel frattempo il Clyde aveva cambiato la propria sede, trasferendosi dal 1898 allo Shawfield Stadium di Rutherglen, a sud-est di Glasgow.
Ritornato in Division One, arrivò terzo nelle stagioni 1908-09 e 1911-12 e raggiunse la finale di Coppa di Scozia nel 1910 e nel 1912,  perdendo entrambe le volte (contro il Dundee, 1-2 al secondo replay, e contro il Celtic 0-2). Negli anni successivi, trascorsi quasi tutti in massima serie, non ottenne altri risultati degni di nota fino al 1939, quando vinse la sua prima Coppa di Scozia battendo il Motherwell 4-0.
Alla ripresa dei campionati nel secondo dopoguerra, il Clyde era ancora tra le partecipanti alla massima serie, in cui rimase anche per gli anni successivi, eccetto alcune brevi parentesi in seconda serie. Nel 1949 fu di nuovo finalista di Scottish Cup, ma perse contro i Rangers (1-4). Rivinse il trofeo nel 1955, nel replay contro il Celtic (1-0) e nel 1958 contro l'Hibernian (1-0), in quella stessa stagione si classificò quarto in Division One e arrivò alle semifinali della Scottish League Cup. Nella stagione 1966-67 eguagliò il miglior piazzamento in campionato col terzo posto finale.
Dagli anni settanta il club iniziò a declinare: tornato in Division One nel 1973 dopo aver vinto la Division Two, disputò per l’ultima volta la massima serie nella stagione 1974-75, quando fu relegato, in occasione della riforma dei campionati, nella nuova First Division, dove si classificò ultimo e retrocesse subito in Second Division. Riuscì a tornare in First Division, ma trascorse gli anni seguenti tra la seconda e la terza serie, senza mai poter ambire alla Premier Division e con l’esigenza di un nuovo stadio dopo aver lasciato Shawfield nel 1986: dapprima si trasferì al Firhill Stadium (stadio del Partick Thistle, peraltro squadra rivale), poi, nel 1991, al Douglas Park (stadio dell'Hamilton Academical), e infine, nel 1994, al nuovo Broadwood Stadium di Cumbernauld.
Una buona ripresa sembrò arrivare nel nuovo secolo, poiché il Clyde si classificò per due volte secondo in First Division, nelle stagioni 2002-03 (dietro al Falkirk) e 2003-04 (a un punto dall'Inverness vincitore), e terzo nel campionato 2004-05. Seguì invece una nuova involuzione di risultati, dovuta anche a problemi finanziari, che portò il club a retrocedere nel 2009 in Second Division e nel 2010 in Third Division, ridenominata poi League Two, nella quale il Clyde ha militato fino al campionato 2018-19, quando ha vinto i play-off ed è stato promosso in League One, dove nelle stagioni recenti si è sempre piazzato nella parte medio-bassa della classifica, fino a ridiscendere in League Two nel campionato 2022-23, la stessa annata in cui ha di nuovo cambiato sede dal Broadwood Stadium al New Douglas Park di Hamilton.

## Palmarès

### Competizioni nazionali
- Coppa di Scozia: 3

1938-1939, 1954-1955, 1957-1958
- Scottish Championship: 5

1904-1905, 1951-1952, 1956-1957, 1961-1962, 1972-1973
- Scottish League One: 4

1977-1978, 1981-1982, 1992-1993, 1999-2000

### Competizioni regionali
- Glasgow Cup: 5

1915, 1926, 1947, 1952, 1959
- Glasgow North Eastern Cup: 4

1890-1891, 1892-1893, 1893-1894, 1894-1895

### Altri piazzamenti
- Campionato scozzese:

Terzo posto: 1908-1909, 1911-1912, 1966-1967
- Scottish Championship:

Secondo posto: 1903-1904, 1905-1906, 1925-1926, 2002-2003, 2003-2004
Terzo posto: 2004-2005
- Scottish League Two:

Secondo posto: 2018-2019
- Coppa di Scozia:

Finalista: 1909-1910, 1911-1912, 1948-1949
Semifinalista: 1908-1909, 1912-1913, 1932-1933, 1935-1936, 1936-1937, 1955-1956, 1959-1960, 1966-1967
- Coppa di Lega scozzese:

Semifinalista: 1956-1957, 1957-1958, 1968-1969
- Scottish Challenge Cup:

Finalista: 2006-2007
Semifinalista: 1990-1991, 2001-2002

## Statistiche e record

### Partecipazione ai campionati
| Livello | Categoria                | Partecipazioni | Debutto   | Ultima stagione | Totale |
| ------- | ------------------------ | -------------- | --------- | --------------- | ------ |
| 1°      | Scottish Football League | 8              | 1891-1892 | 1920-1921       | 63     |
| 1°      | Scottish Division One    | 50             | 1894-1895 | 1974-1975       | 63     |
| 1°      | Scottish Division A      | 5              | 1946-1947 | 1950-1951       | 63     |
| 2°      | Scottish Division Two    | 14             | 1893-1894 | 1972-1973       | 36     |
| 2°      | Scottish First Division  | 22             | 1975-1976 | 2008-2009       | 36     |
| 3°      | Scottish Second Division | 13             | 1976-1977 | 2009-2010       | 17     |
| 3°      | Scottish League One      | 4              | 2019-2020 | 2022-2023       | 17     |
| 4°      | Scottish Third Division  | 3              | 2010-2011 | 2012-2013       | 11     |
| 4°      | Scottish League Two      | 8              | 2013-2014 | 2024-2025       | 11     |

## Rosa 2020-2021
| N. |                     | Ruolo | Calciatore                  |
| -- | ------------------- | ----- | --------------------------- |
| 1  | Scozia (bandiera)   | P     | David Mitchell              |
| 2  | Scozia (bandiera)   | D     | Jamie Bain                  |
| 3  | Scozia (bandiera)   | D     | Matthew Shiels              |
| 4  | Scozia (bandiera)   | D     | Martin McNiff               |
| 5  | Scozia (bandiera)   | D     | Scott Rumsby                |
| 6  | Scozia (bandiera)   | C     | Barry Cuddihy               |
| 7  | Norvegia (bandiera) | C     | Kristoffer Syvertsen        |
| 8  | Scozia (bandiera)   | C     | Mark Lamont                 |
| 9  | Scozia (bandiera)   | A     | David Goodwillie (capitano) |
| 10 | Scozia (bandiera)   | C     | Chris Johnston              |
| 11 | Scozia (bandiera)   | C     | Ally Love                   |
| 12 | Scozia (bandiera)   | D     | Craig Howie                 |

| N. |                       | Ruolo | Calciatore      |
| -- | --------------------- | ----- | --------------- |
| 13 | Scozia (bandiera)     | C     | Kevin Nicoll    |
| 14 | Scozia (bandiera)     | C     | Ross Cunningham |
| 15 | Scozia (bandiera)     | D     | Tom Lang        |
| 16 | Scozia (bandiera)     | C     | Lloyd Robertson |
| 17 | Scozia (bandiera)     | C     | Jack Thomson    |
| 19 | Scozia (bandiera)     | D     | Aidan Cassidy   |
| 20 | Scozia (bandiera)     | A     | Josh Jack       |
| 21 | Slovacchia (bandiera) | P     | Matej Vajs      |
|    | Scozia (bandiera)     | P     | David Wilson    |
|    | Scozia (bandiera)     | D     | Marky Munro     |
|    | Scozia (bandiera)     | C     | Kai McCormack   |